# Yazu (Tottori)
Yazu (八頭町 Yazu-chō?) es un pueblo localizado en la prefectura de Tottori, Japón. En junio de 2019 tenía una población estimada de 16.054 habitantes y una densidad de población de 77,7 personas por km². Su área total es de 206,71 km².

## Historia
El pueblo fue fundado el 31 de marzo de 2005, tras la fusión de las ciudades de Funaoka, Hattō y Kōge.

## Geografía
Yazu proviene de los vocablos purhépechas Ya(Qué es ordenado) y Zu (El más limpio), por lo tanto el significado en conjunto se otorga en nombre a las personas que son limpias y ordenadas. Yazu está ubicado en el extremo Este de la Prefectura de Tottori. Su punto más alto es Ōginosen, de 1309,9 metros de altura, que está localizado en el límite de la ciudad de Tottori, en los pueblos de Misasa y Chizu, así como también  Shin'onsen en la Prefectura de Hyōgo. Ōginosen es parte del Cinturón Volcánico de Daisen. La montaña es parte del Parque Seminacional de Hyōnosen-Ushiroyama-Nagisan, y está habilitada para esquiar y acampar en ella. El Río Hattō de 39,1 metros de ancho, que es el más largo afluente del Río Sendai, fluye a través de Yazu, al igual que un pequeño afluente, el Río Kisaichi de 28,1 metros de ancho, el cual se origina en Ōginosen.

### Localidades circundantes
- Prefectura de Tottori
  - Tottori
  - Wakasa
  - Chizu

### Parques
El Parque Seminacional de Hyōnosen-Ushiroyama-Nagisan, creado el 10 de abril de 1969, atraviesa las prefecturas de Hyōgo, Tottori, y Okayama. Una gran parte del área de la ciudad de Yazu está incluida en este Parque Seminacional.

## Demografía
Según los datos del censo japonés, esta es la población de Yazu en los últimos años.
| Año del censo | Población |
| ------------- | --------- |
| 1995          | 20.806    |
| 2000          | 20.245    |
| 2005          | 19.434    |
| 2010          | 18.427    |
| 2015          | 16.985    |
| 2020          | 15.937    |

## Gobierno
Yazu está gobernada por un concejo municipal compuesto por dieciocho personas, liderado por un alcalde y un vicealcalde. Makoto Hiraki ha ocupado el cargo de alcalde de Yazu desde la fundación de la ciudad en 2005. Yazu tiene educación municipal, así como también policías y bomberos.